# Gare de Sedan
Gare de Sedan vasútállomás Franciaországban, Sedan településen.

## Vasútvonalak
Az állomást az alábbi vasútvonalak érintik:
- Mohon–Thionville-vasútvonal

## Kapcsolódó állomások
A vasútállomáshoz az alábbi állomások vannak a legközelebb:
- Gare de Carignan
- Gare de Donchery